# Moutier
Moutier este o municipalitate din districtul Jura bernois din cantonul Berna, Elveția.  Se găsește în zona de limbă franceză a țării, așa numita Jura Bernois.
Populația sa este de aproximativ 8.000.  Numele german al orașului este Münster, dar nu este folosit prea frecvent.  Zona din împrejurimile municipalității Moutier este numită de localnici Prévôté, unde există o vale traversată de un râul Birs.
Zona are o mulțime de fabrici care produc mașini-unelte de înaltă precizie, în special firmele CNC și CAD / CAM sunt centre de prelucrare, bine cunoscute pe plan internațional.